# Tito Clélio Sículo
Tito Clélio Sículo (em latim: Titus Clelius Siculus) foi um político da gente Clélia nos primeiros anos da República Romana eleito tribuno consular em 444 a.C. com Aulo Semprônio Atratino e Lúcio Atílio Lusco.

## História
Depois de três meses, Tito e seus colegas tiveram que renunciar pois os áugures decretaram que a nomeação dos três havia sido irregular pois Caio Cúrsio Filão, cônsul do ano anterior, que havia presidido as eleições, "não havia escolhido o local correto para a tenda augural".